# 希尔德贝尔特三世
（公正王）希尔德贝尔特三世（法語：Childebert III le Juste，683年—711年4月23日），法兰克王国墨洛温王朝国王（695年3月－711年4月23日在位）。希爾德貝爾特三世是提烏德里克三世與克洛蒂爾德的次子、克洛維四世的弟弟。

## 生平
與兄長克洛維四世的情況相同，似乎也是舅父兼宮相赫斯塔的丕平的一個傀儡國王，其綽號「公正王」來源無法理解，僅出自《法蘭克人的歷史》一書中。

## 死亡
711年4月23日，希尔德贝尔特死于死在法国卢瓦尔河圣艾蒂安。在他死后，南部高卢開始由王國分裂出來，勃艮第的領袖主教薩瓦瑞克、阿基坦公爵偉大的厄德及普羅旺斯的安特諾爾等群雄於南部高盧並起。国王死后葬在贡比涅附近的舒瓦西奧巴克的圣斯蒂芬教堂內。

## 配偶与子女
他的配偶因为资料缺失，所以也不知名。他的儿子是達戈貝爾特三世，而克洛泰爾四世可能是他的兒子。